# ورزشگاه اسوان
ورزشگاه اسوان (به عربی: ستاد أسوان) یک ورزشگاه در مصر است که در اسوان واقع شده‌است.